# Viktor Kozine
 (octobre 2011).
Compléments
Staff Université d'état de Komsomolsk-sur-Amour
Viktor Mikhaïlovitch Kozine (en russe : Виктор Михайлович Козин) né le 22 février 1953 à Sita Lazo, dans la région de Khabarovsk (Russie), est un ingénieur naval russe.

## Biographie
Né en 1953 dans la région de Khabarovsk, Viktor Kozine est le fils de S. Mikhail Andreevich Kozin et de Varvara Dmitrievna Kozina. 
Il obtient son diplôme avec mention à l'Institut Polytechnique de Komsomolsk-sur-l'Amour en 1975, puis suit des enseignements de recherche de troisième cycle à l'institut polytechnique de Gorky (actuellement Nijni Novgorod) jusqu'en 1983. Il est formé à l'Institut de construction navale de Leningrad (actuelle Saint-Pétersbourg) entre 1978 et 1986. Il commence sa carrière de constructeur de navires en 1974 sur le chantier naval de Nikolaïev pour ensuite évoluer en tant que chef du laboratoire du Génie de la Glace,.
Viktor Kozine obtient un doctorat (PhD) en mécanique des solides déformables à Vladivostok, en 1994. Il devient, à la suite de cela, professeur en 1996. Il exerce une activité scientifique et pédagogique à l’Institut polytechnique de Komsomolsk-sur-l'Amour KsAPI (Actuelle Université technique d'État KsAUTE), comme professeur assistant, maître de conférences, professeur agrégé, professeur, et Chef du département.
En 2006, le Pr. Kozine devient responsable du laboratoire de mécanique des solides déformables de l'Institut de génie mécanique et de métallurgie de la branche extrême-orientale de l'Académie russe des sciences.
Durant l'entièreté de sa carrière, il a rédigé ou co-rédigé plus de 500 publications, dont 2 manuels, 8 monographies, ainsi que 320 certificats de droit d'auteur et brevets d'invention de la Fédération de Russie.

## Distinctions
En 1999, il est récompensé par un diplôme honorifique du président de l'Académie russe des sciences. Il est également le gagnant du titre d'inventeur émérite de la fédération de Russie en 2000. En  2006, il est lauréat du concours de bourses du ministère de l'Éducation de la fédération de Russie. En 2008 il devient membre de l'Académie Russe des Sciences Naturelles. Il reçoit aussi plusieurs prix pour ses avancées scientifiques.

## Principaux travaux
- Étude des possibilités de la méthode de résonance de la destruction de la couverture de glace, la congestion et les barrages de glace suspendus.
- Utilisation de substances à bas point de fusion pour l'équilibrage du rotor automatique.
- Développement de nouvelles technologies et de dispositifs pour le nettoyage des trottoirs dur de glace et de brisement neigeux.
- Utilisation de l'énergie pour l'expansion de la glace pour le calibrage des tubes à paroi mince.
- Développement des technologies pour améliorer la capacité portante de la glace, qui est utilisé comme traverses de glace et les plates-formes de charge.

## Développement
- Élaboration et mise en œuvre dans la pratique de la méthode de résonance de la destruction du couvert de glace, réalisée par les navires amphibies sur coussin d'air, afin de réduire la consommation d'énergie par rapport aux technologies traditionnelles (utilisation de brise-glace, brise-glace de consoles, etc.)
- Proposition d'une technique d'estimation des qualités de déglaçage de navires sous-marins, qui ruinent la glace par une méthode de résonance dans leur émersion dans la banquise.
- Reçu en fonction de l'évaluation de la capacité portante de la glace quand elle est utilisée comme une autoroute d’hiver, traverses de glace et les piste de décollage et d’atterrissage à l'atterrissage d'urgence.
- Élaboration de constructions, qui augmentent la capacité de charge de la couverture de glace.